# Microrregión de Cotinguiba
La microrregión de Cotinguiba es una de las  microrregiones del estado  brasilero de Sergipe perteneciente a la mesorregión del Este Sergipano. Está dividida en cuatro  municipios.

## Municipios
- Capela
- Divina Pastora
- Santa Rosa de Lima
- Siriri

- Datos: Q2680210